# Cucugnan
Cucugnan en francés y oficialmente, Cucunhan en occitano es una localidad y comuna francesa, situada en el departamento francés del Aude y la región de Occitania y región natural de Corbières. 
Sus habitantes reciben el gentilicio de Cucugnanais. 

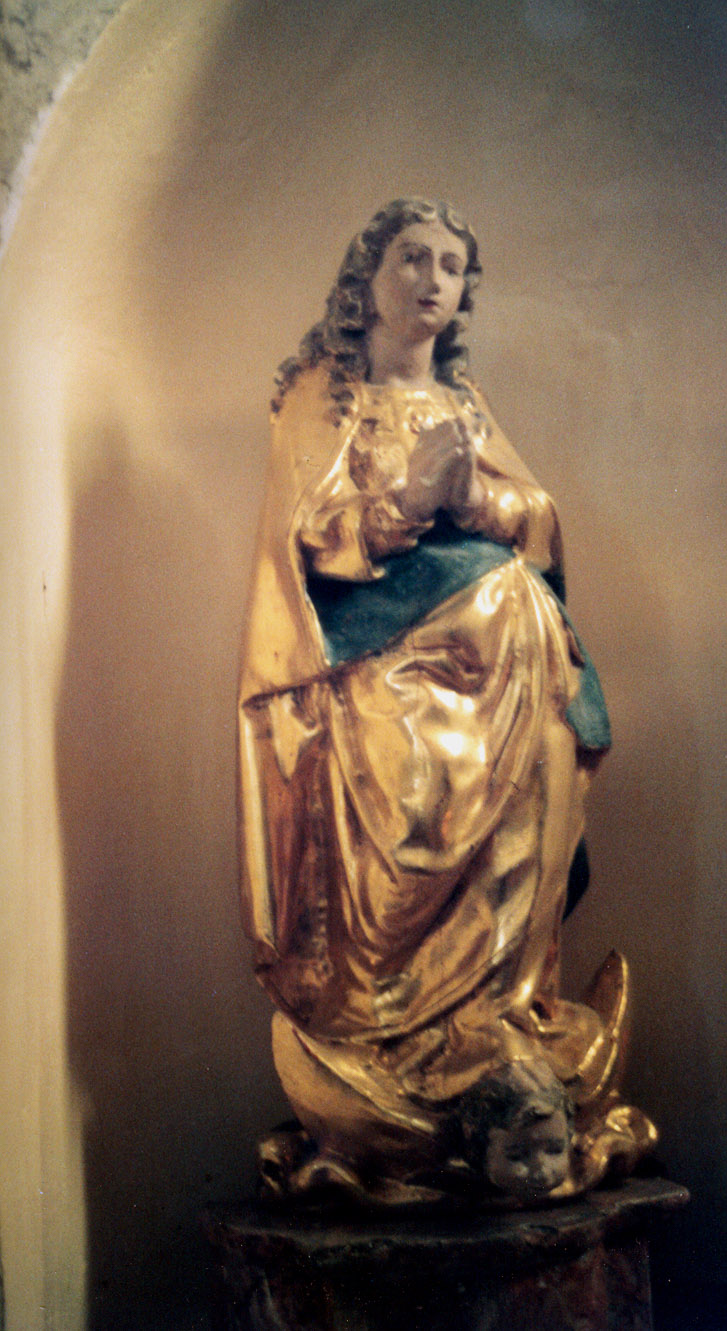
Virgen embarazada de la iglesia de Cucugnan.

## Lugares de interés
- Antiguo molino de harina
- Iglesia románica con una exposición de vírgenes embarazadas
- En las proximidades se encuentran el Castillo de Quéribus y el Castillo de Peyrepertuse, castillos medievales considerados de los llamados castillos cátaros.